# Marzling
Marzling é um município da Alemanha, no distrito de Frisinga, na região administrativa de Oberbayern , estado de Baviera.